# Karl Dürr (Gewerkschafter)

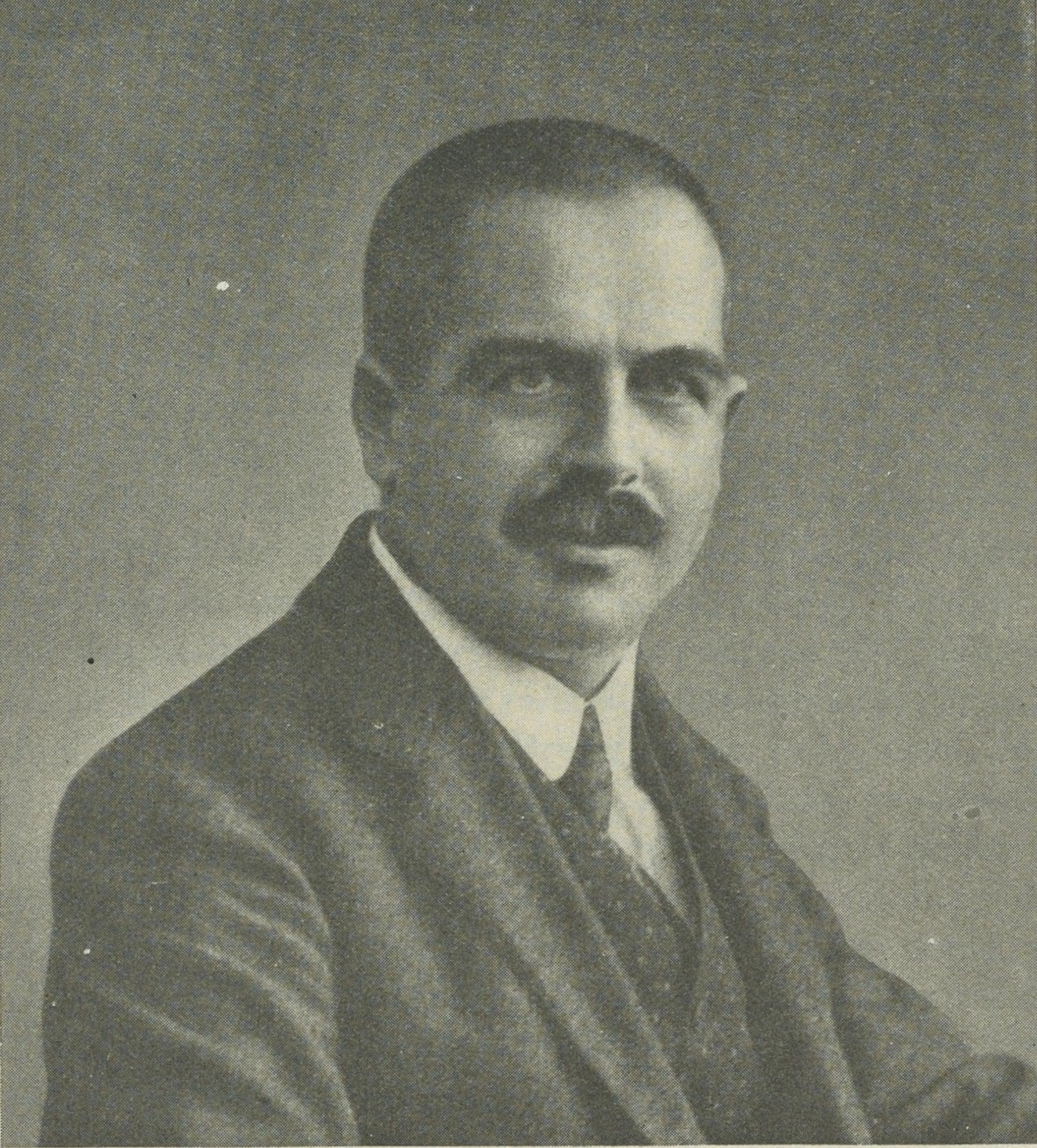
Karl Dürr (1875–1928)

Karl Dürr (* 8. Juni 1875 in Freiburg i. Br.; † 16. Januar 1928 in Bern; Deutscher, ab 1916 Bürger von Bonfol) war ein Schweizer Gewerkschaftsführer und Politiker (SP).

## Biografie
Nach einer Lehre als Eisendreher in seiner Geburtsstadt Freiburg im Breisgau begab sich Dürr auf Wanderschaft durch die Schweiz, Italien, Österreich-Ungarn, Deutschland, die Niederlande und Belgien mit längeren Aufenthalten in Zürich und Hamburg. Ab 1903 arbeitete er als Dreher in Basel. Er engagierte sich in der Metallarbeitergewerkschaft und trat als Streikführer hervor. Ab 1906 war er als Gewerkschaftsfunktionär tätig, zunächst als Smuv-Sekretär in Basel, von 1909 bis 1916 als Smuv-Zentralsekretär in Bern. Von 1916 bis 1928 war er Sekretär des Schweizerischen Gewerkschaftsbundes (SGB). 1918–28 vertrat er die Sozialdemokratische Partei der Schweiz (SP) im Grossen Rat des Kantons Bern. Er war Mitglied des Oltener Aktionskomitees, das den Landesstreik 1918 organisierte. Dürr hatte Einsitz im Verwaltungsrat der Suva und der Genossenschaftlichen Zentralbank. Nach anfänglicher Begeisterung für den Anarchismus, wandelte er sich ab dem Ersten Weltkrieg zu einem einflussreichen Führer der Mitte und half mit, die radikaleren Strömung im SGB abzudrängen. Seine Position als SGB-Sekretär blieb später an Stärke unerreicht.